# Najlepsi z najlepszych (film 1989)
Najlepsi z najlepszych (ang.: Best of the Best) – amerykański sportowy film akcji z 1989 roku w reżyserii Roberta Radlera.

## Obsada
- Eric Roberts jako Alex Grady
- Phillip Rhee jako Tommy Lee
- James Earl Jones jako trener Couzo
- Sally Kirkland jako Wade
- Chris Penn jako Travis Brickley
- John Dye jako Virgil
- David Agresta jako Sonny Grasso
- Tom Everett jako Don
- Simon Rhee jako Dae Han
- James Lew jako Sae Jin Kwon

i inni.